# George Springer
George Chelston Springer III (ur. 19 września 1989) – amerykański baseballista występujący na pozycji zapolowego w Houston Astros.

## Przebieg kariery
Springer po ukończeniu szkoły średniej w 2008 roku został wybrany w 48. rundzie draftu przez Minnesota Twins, jednak nie podpisał kontraktu, gdyż zdecydował się podjąć studia na University of Connecticut, gdzie w latach 2009–2011 grał w drużynie uniwersyteckiej Connecticut Huskies. W 2009 został wybrany przez magazyn Baseball America do Freshman All-America First Team, a także najlepszym debiutantem Big East Conference, w 2011 graczem roku Big East Conference.
W czerwcu 2011 został wybrany w pierwszej rundzie draftu z numerem jedenastym przez Houston Astros i początkowo grał w klubach farmerskich tego zespołu, między innymi w Oklahoma City RedHawks, reprezentującym poziom Triple-A. W Major League Baseball zadebiutował 16 kwietnia 2014 w meczu przeciwko Kansas City Royals, w którym zaliczył uderzenie (single) i zdobył runa. 2 maja 2014 w meczu z Seattle Mariners przy stanie 4–4 w drugiej połowie jedenastej zmiany zaliczył dające zwycięstwo RBI single. Sześć dni później w wygranym przez Astros spotkaniu z Detroit Tigers rozegranym na Comerica Park, zdobył pierwszego home runa w MLB.
24 czerwca 2016 w meczu przeciwko Kansas City Royals został pierwszym zawodnikiem od 12 lat, który zaliczył triple’a i zdobył grand slama w tej samej zmianie i pierwszym od 1900 roku, który dokonał tego w pierwszej zmianie. W całym spotkaniu zaliczył trzy odbicia na trzy podejścia i pięć RBI, ustanawiając rekord kariery. Ponadto ustanowił rekord klubowy zdobywając trzeciego grand slama w sezonie zasadniczym.
W lipcu 2017 został po raz pierwszy w karierze wybrany do wyjściowego składu AL All-Star Team. W World Series przeciwko Los Angeles Dodgers Springer zdobył pięć home runów, wyrównując rekord finałów należący do Reggiego Jacksona (1977) i Chase'a Utleya (2009). W meczu numer 7, w którym Astros wygrali 5–1 i zapewnili sobie pierwszy w historii klubu mistrzowski tytuł, zdobył home runa i dwa runy, a także zaliczył double'a i dwa RBI. W sumie w World Series zaliczył 11 odbić na 29 podejść i został wybrany najbardziej wartościowym zawodnikiem serii. W tym samym roku po raz pierwszy w swojej karierze zdobył Silver Slugger Award.
7 maja 2018 w spotkaniu przeciwko Oakland Athletics został pierwszym zawodnikiem w historii klubu, który zaliczył 6 odbić w dziewięciozmianowym meczu.

## Nagrody i wyróżnienia
| Nagroda/wyróżnienie      | Lata             | Źródło       |
| 3× All-Star              | 2017, 2018, 2019 | [ 3 ] [ 8 ]  |
| 2× Silver Slugger Award  | 2017, 2019       | [ 3 ] [ 10 ] |
| Zwycięzca w World Series | 2017             | [ 9 ]        |
| World Series MVP         | 2017             | [ 9 ]        |